# 亨利·林南

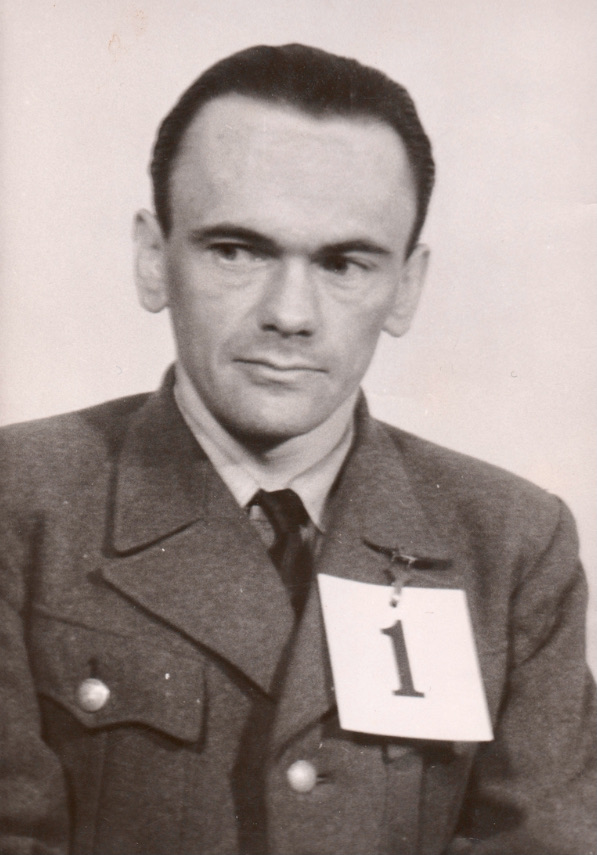
亨利·林南

亨利·奥利弗·林南（Henry Oliver Rinnan，1915年5月14日－1947年2月1日）是第二次世界大战时期的一名挪威籍盖世太保特工，他主要活动于挪威特隆赫姆周边地区。林南率领的部队名叫罗拉特别分遣队。
纳粹德国于1945年5月投降后，林南及其追随者试图逃到瑞典，但在越境前被捕。12月24日，林南成功越狱，再度聚集起一些追随者，但几天过后，这伙人再度被捕。
林南因亲自杀害13人而获罪，但真正死于其手的人可能要更多。1947年2月1日午夜零时的四个小时之后，林南被带出了克里斯蒂安斯滕要塞里的囚室。一名警卫蒙住了林南双眼，把他领出门，后者接着被绑上了柱子。林南未表露出任何情绪。凌晨04:05，林南被行刑队枪决。尸体在火化后被埋进莱旺厄尔公墓里的一座无标记坟墓。